# Cyclopina soror
Cyclopina soror – gatunek widłonoga z rodziny Cyclopinidae. Nazwa naukowa tego gatunku skorupiaków została opublikowana w 2008 roku przez serbskiego zoologa Tomislava Karanovica.